# سسک بوته‌ای رودخانه جا
سسک بوته‌ای رودخانه جا (Dja) (نام علمی: Bradypterus grandis) گونه‌ای از سسکان جهان قدیم از تیرهٔ سسکان ملخی (Locustellidae) است که در کامرون، جمهوری آفریقای مرکزی و گابن یافت می‌شود. زیستگاه طبیعی آن باتلاق‌ها است. از دست دادن زیستگاه آن را تهدید می‌کند.